# Before the Mirror (obraz Roberta Barretta Browninga)
Before the Mirror – obraz angielskiego malarza Roberta Barretta Browninga, syna Roberta Browninga i Elizabeth Barrett Browning, namalowany w 1887.
Wykonany w technice oleju na płótnie, o wymiarach  209,5 na 129 cm, przedstawia kobiecy akt o kompozycji pionowej. Modelka jest zwrócona tyłem do widza, stoi na puszystym dywanie, przy łożu pokrytym tygrysią skórą, trzymając w lewej ręce ponad głową pasmo długich, ciemnych włosów. Po lewej stronie widać fragment tytułowego lustra w szerokiej złotej ramie. Po prawej kompozycję zamyka spiżowa figurka stojąca na marmurowej kolumience. Na łożu leży odwrócona mandola. Obraz jest najprawdopodobniej najbardziej znanym dziełem malarza obok portretów Roberta Browninga seniora.